# Tour de Hongrie 2022
Il Tour de Hongrie 2022 (it. Giro d'Ungheria 2022), quarantatreesima edizione della corsa, valevole come prova dell'UCI Europe Tour 2022 categoria 2.1, si svolse in 5 tappe dall'11 al 15 maggio su un percorso di 905 km, con partenza da Csákvár e arrivo a Gyöngyös-Kékestető, in Ungheria. La vittoria fu appannaggio dell'irlandese Eddie Dunbar, il quale completò il percorso in 20h38'43" precedendo lo spagnolo Óscar Rodríguez e l'italiano Samuele Battistella.

## Tappe
| Tappa  | Data      | Percorso                      | km  | Vincitore di tappa | Leader cl. generale |
| ------ | --------- | ----------------------------- | --- | ------------------ | ------------------- |
| 1ª     | 11 maggio | Csákvár > Székesfehérvár      | 198 | Olav Kooij         | Olav Kooij          |
| 2ª     | 12 maggio | Karcag > Hajdúszoboszló       | 192 | Fabio Jakobsen     | Jens Reynders       |
| 3ª     | 13 maggio | Sárospatak > Nyíregyháza      | 154 | Fabio Jakobsen     | Fabio Jakobsen      |
| 4ª     | 14 maggio | Kazincbarcika > Kazincbarcika | 177 | Dylan Groenewegen  | Fabio Jakobsen      |
| 5ª     | 15 maggio | Miskolc > Gyöngyös-Kékestető  | 184 | Antonio Tiberi     | Eddie Dunbar        |
| Totale | Totale    | Totale                        | 905 |                    |                     |

## Squadre e corridori partecipanti
Parteciperanno 22 squadre (11 UCI World Tour, 8 UCI ProTeam, 1 UCI Continental Team e la squadra nazionale dell'Ungheria) con 6 ciclisti ciascuna.
| N.      | Cod. | Squadra                     |
| ------- | ---- | --------------------------- |
| 1-6     | BEX  | Team BikeExchange-Jayco     |
| 11-16   | ISN  | Israel-Premier Tech         |
| 21-26   | TBV  | Bahrain Victorious          |
| 31-36   | AST  | Astana Qazaqstan Team       |
| 41-46   | TJV  | Jumbo-Visma                 |
| 51-56   | TFS  | Trek-Segafredo              |
| 61-66   | BOH  | Bora-Hansgrohe              |
| 71-76   | DSM  | Team DSM                    |
| 81-86   | QST  | Quick-Step Alpha Vinyl Team |
| 91-96   | MOV  | Movistar Team               |
| 101-106 | IGD  | Ineos Grenadiers            |
| 111-116 | EOK  | Eolo-Kometa Cycling Team    |

| N.      | Cod. | Squadra                         |
| ------- | ---- | ------------------------------- |
| 121-126 | TNN  | Team Novo Nordisk               |
| 131-136 | CJR  | Caja Rural-Seguros RGA          |
| 141-146 | UXT  | Uno-X Pro Cycling Team          |
| 151-156 | DRA  | Drone Hopper-Androni Giocattoli |
| 161-166 | AFC  | Alpecin-Fenix                   |
| 171-176 | HPM  | Human Powered Health            |
| 181-186 | --   | --                              |
| 191-196 | SVB  | Sport Vlaanderen-Baloise        |
| 201-206 | HUN  | Ungheria                        |
| 211-216 | ADR  | Adria Mobil                     |
| 221-226 | GTS  | Giotti Victoria-Savini Due      |

## Dettagli delle tappe

### 1ª tappa
- 11 maggio: Csákvár > Székesfehérvár – 198 km

Risultati
| Pos. | Corridore     | Squadra | Tempo    |
| ---- | ------------- | ------- | -------- |
| 1    | Olav Kooij    | Jumbo   | 4h34'46" |
| 2    | Elia Viviani  | Ineos   | s.t.     |
| 3    | Matthew Walls | Bora    | s.t.     |

| Pos. | Corridore     | Squadra   | Tempo    |
| ---- | ------------- | --------- | -------- |
| 1    | Olav Kooij    | Jumbo     | 4h34'36" |
| 2    | Jens Reynders | Sport Vl. | a 2"     |
| 3    | Elia Viviani  | Ineos     | a 4"     |

### 2ª tappa
- 12 maggio: Karcag > Hajdúszoboszló – 192 km

Risultati
| Pos. | Corridore      | Squadra    | Tempo    |
| ---- | -------------- | ---------- | -------- |
| 1    | Fabio Jakobsen | Quick-Step | 3h59'20" |
| 2    | Rudy Barbier   | Israel     | s.t.     |
| 3    | Sasha Weemaes  | Sport Vl.  | s.t.     |

| Pos. | Corridore      | Squadra    | Tempo    |
| ---- | -------------- | ---------- | -------- |
| 1    | Jens Reynders  | Sport Vl.  | 8h33'52" |
| 2    | Fabio Jakobsen | Quick-Step | a 4"     |
| 3    | Olav Kooij     | Jumbo      | s.t.     |

### 3ª tappa
- 13 maggio: Sárospatak > Nyíregyháza – 154 km

Risultati
| Pos. | Corridore      | Squadra    | Tempo    |
| ---- | -------------- | ---------- | -------- |
| 1    | Fabio Jakobsen | Quick-Step | 3h25'55" |
| 2    | Rudy Barbier   | Israel     | s.t.     |
| 3    | Sasha Weemaes  | Sport Vl.  | s.t.     |

| Pos. | Corridore      | Squadra    | Tempo     |
| ---- | -------------- | ---------- | --------- |
| 1    | Fabio Jakobsen | Quick-Step | 11h59'41" |
| 2    | Jens Reynders  | Sport Vl.  | a 6"      |
| 3    | Rudy Barbier   | Israel     | a 8"      |

### 4ª tappa
- 14 maggio: Kazincbarcika > Kazincbarcika – 177 km

Risultati
| Pos. | Corridore         | Squadra      | Tempo    |
| ---- | ----------------- | ------------ | -------- |
| 1    | Dylan Groenewegen | BikeExchange | 3h59'15" |
| 2    | Fabio Jakobsen    | Quick-Step   | s.t.     |
| 3    | Rudy Barbier      | Israel       | s.t.     |

| Pos. | Corridore      | Squadra    | Tempo     |
| ---- | -------------- | ---------- | --------- |
| 1    | Fabio Jakobsen | Quick-Step | 15h58'50" |
| 2    | Rudy Barbier   | Israel     | a 10"     |
| 3    | Jens Reynders  | Sport Vl.  | a 12"     |

### 5ª tappa
- 15 maggio: Miskolc > Gyöngyös-Kékestető – 184 km

Risultati
| Pos. | Corridore       | Squadra  | Tempo    |
| ---- | --------------- | -------- | -------- |
| 1    | Antonio Tiberi  | Trek     | 4h39'31" |
| 2    | Eddie Dunbar    | Ineos    | a 2"     |
| 3    | Óscar Rodríguez | Movistar | a 23"    |

| Pos. | Corridore           | Squadra  | Tempo     |
| ---- | ------------------- | -------- | --------- |
| 1    | Eddie Dunbar        | Ineos    | 20h38'43" |
| 2    | Óscar Rodríguez     | Movistar | a 23"     |
| 3    | Samuele Battistella | Astana   | a 28"     |

## Evoluzione delle classifiche
| Tappa              | Vincitore          | Classifica generale Maglia gialla | Classifica punti Maglia verde | Classifica scalatori Maglia rossa | Classifica miglior ungherese Maglia bianca | Classifica a squadre |
| ------------------ | ------------------ | --------------------------------- | ----------------------------- | --------------------------------- | ------------------------------------------ | -------------------- |
| 1ª                 | Olav Kooij         | Olav Kooij                        | Olav Kooij                    | Aaron Van Poucke                  | Márton Dina                                | Ineos Grenadiers     |
| 2ª                 | Fabio Jakobsen     | Jens Reynders                     | Jens Reynders                 | Aaron Van Poucke                  | Márton Dina                                | Israel-Premier Tech  |
| 3ª                 | Fabio Jakobsen     | Fabio Jakobsen                    | Rudy Barbier                  | Aaron Van Poucke                  | Márton Dina                                | Israel-Premier Tech  |
| 4ª                 | Dylan Groenewegen  | Fabio Jakobsen                    | Fabio Jakobsen                | Aaron Van Poucke                  | Márton Dina                                | Israel-Premier Tech  |
| 5ª                 | Antonio Tiberi     | Eddie Dunbar                      | Fabio Jakobsen                | Aaron Van Poucke                  | Márton Dina                                | Trek-Segafredo       |
| Classifiche finali | Classifiche finali | Eddie Dunbar                      | Fabio Jakobsen                | Aaron Van Poucke                  | Márton Dina                                | Trek-Segafredo       |

Maglie indossate da altri ciclisti in caso di due o più maglie vinte
- Nella 2ª tappa Jens Reynders ha indossato la maglia verde al posto di Olav Kooij.
- Nella 3ª tappa Rudy Barbier ha indossato la maglia verde al posto di Jens Reynders.
- Nella 5ª tappa Rudy Barbier ha indossato la maglia verde al posto di Fabio Jakobsen.

## Classifiche finali

### Classifica generale - Maglia gialla
| Pos. | Corridore        | Squadra   | Tempo     |
| ---- | ---------------- | --------- | --------- |
| 1    | Eddie Dunbar     | Ineos     | 20h38'43" |
| 2    | Óscar Rodríguez  | Movistar  | a 23"     |
| 3    | S. Battistella   | Astana    | a 28"     |
| 4    | E. Zambanini     | Bahrain   | a 29"     |
| 5    | C. Fredrik Hagen | Israel    | a 35"     |
| 6    | Niklas Eg        | Uno-X     | a 36"     |
| 7    | Krists Neilands  | Israel    | a 43"     |
| 8    | Patrick Konrad   | Bora      | a 50"     |
| 9    | Anthon Charmig   | Uno-X     | a 59"     |
| 10   | Kamiel Bonneu    | Sport Vl. | a 1'01"   |

### Classifica a punti - Maglia verde
| Pos. | Corridore      | Squadra    | Punti |
| ---- | -------------- | ---------- | ----- |
| 1    | Fabio Jakobsen | Quick-Step | 47    |
| 2    | Rudy Barbier   | Israel     | 42    |
| 3    | Sasha Weemaes  | Sport Vl.  | 31    |
| 4    | Jens Reynders  | Sport Vl.  | 29    |
| 5    | Elia Viviani   | Ineos      | 23    |

### Classifica scalatori - Maglia rossa
| Pos. | Corridore           | Squadra   | Punti |
| ---- | ------------------- | --------- | ----- |
| 1    | Aaron Van Poucke    | Sport Vl. | 34    |
| 2    | Nicolas Dalla Valle | Giotti    | 14    |
| 3    | Umberto Marengo     | Drone     | 11    |
| 4    | Antonio Tiberi      | Trek      | 10    |
| 5    | Jens Reynders       | Sport Vl. | 8     |

### Classifica miglior ungherese - Maglia bianca
| Pos. | Corridore       | Squadra  | Tempo     |
| ---- | --------------- | -------- | --------- |
| 1    | Márton Dina     | Eolo     | 20h41'14" |
| 2    | Gergely Szarka  | Giotti   | a 4'14"   |
| 3    | Ádám Karl       | Ungheria | a 12'39"  |
| 4    | Marton Solymosi | Ungheria | a 13'19"  |
| 5    | Péter Kusztor   | Novo     | a 15'41"  |

### Classifica a squadre
| Pos. | Squadra                | Tempo     |
| ---- | ---------------------- | --------- |
| 1    | Trek-Segafredo         | 61h58'48" |
| 2    | Movistar Team          | a 57"     |
| 3    | Alpecin-Fenix          | a 2'00"   |
| 4    | Caja Rural-Seguros RGA | a 2'02"   |
| 5    | Astana Qazaqstan Team  | a 2'10"   |